# 大同 (思想)
大同是中國古代思想，指人類最终可達到的理想世界，代表着人类对未来社会的美好憧憬。基本特征即为人人友爱互助，家家安居乐业，没有差异，没有战争。這种状态称为“世界大同”，此种世界又稱「大同世界」。尽管大同思想为中国思想，但一些宗教、西方的乌托邦和现代的社會主義及地球村等这些概念思想也与大同有着极大的相似之处。大同这一概念如今又加入了全球的政治、经济、科技及文化融合的思想。另外也强调了「平等機會」的重要性，如人皆生而平等等。孫中山等近現代中國政治家亦引用大同思想，與當時大量傳入中國的西方思想結合。

## 起源

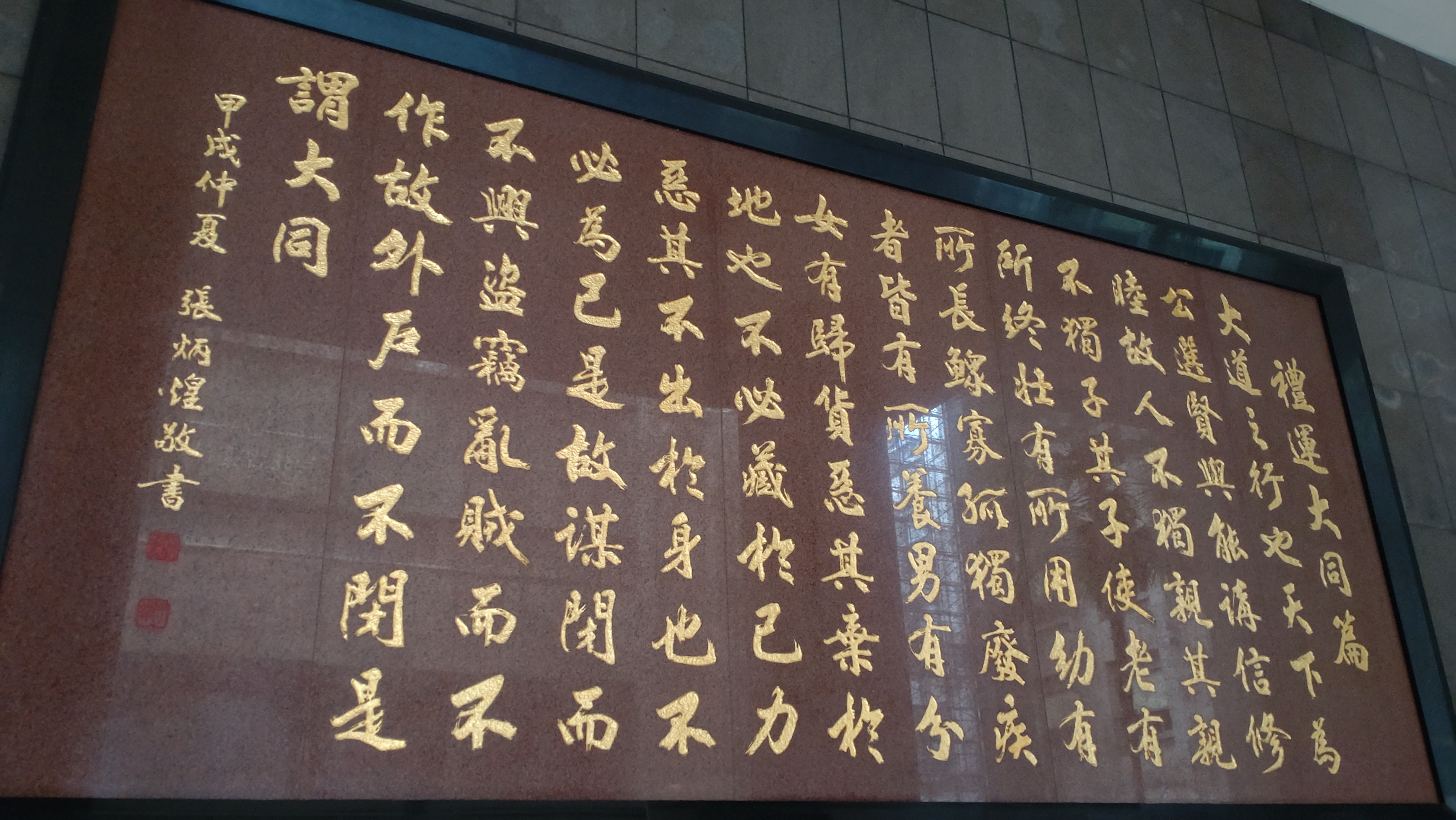
臺北市市政大樓1樓大廳牆上的「禮運大同篇」張炳煌書法刻石。

大同概念出自《禮記·禮運》大同章（通常簡稱「禮運大同篇」），當中記載孔子與弟子言偃的對話中，提到假如社會能實踐「大道」，便能達到在賢能之士領導下，人人講求信用、追求和睦，從而建立所有人互助互愛、不追求個人財富，並且竭力為大眾作出貢獻，社會因此不會出現陰謀詭計以及盜竊戰亂的理想世界。
|  | 大道之行也，天下為公，選賢與能，講信修睦，故人不獨親其親，不獨子其子，使老有所終，壯有所用，幼有所長，矜寡孤獨廢疾者皆有所養；男有分，女有歸。貨惡其棄於地也，不必藏於己；力惡其不出於身也，不必為己，是故謀閉而不興，盜竊亂賊而不作，故外戶而不閉，是謂「大同」。 |

相對而言，夏、商、周三代由於無法實踐「大道」，人人只為私利而紛爭不斷，社會只能達到「小康」的境界，由賢明君主以身作則，透過禮義約束人民來建立秩序。

## 发展过程
洪秀全曾在《天朝田亩制度》中提出「有田同耕，有飯同食，有衣同穿，有錢同使，無處不均勻，無人不飽暖」的理想社会，是对傳統社會中私有制度的一种批判与不满。在土地制度方面，洪秀全根据「天下人人不受私，物物归上主」的公有原则，在中国第一次提出了土地平分的具体方法：“凡分田，照人口，不論男婦，算其家人口多寡，人多則分多，人寡則分寡，雜以九等。如一家六人分三人好田，分三人醜田，好醜各一半。”
康有为曾借孔子之名撰写了《大同书》。
孫中山經常以此為其政治理念：

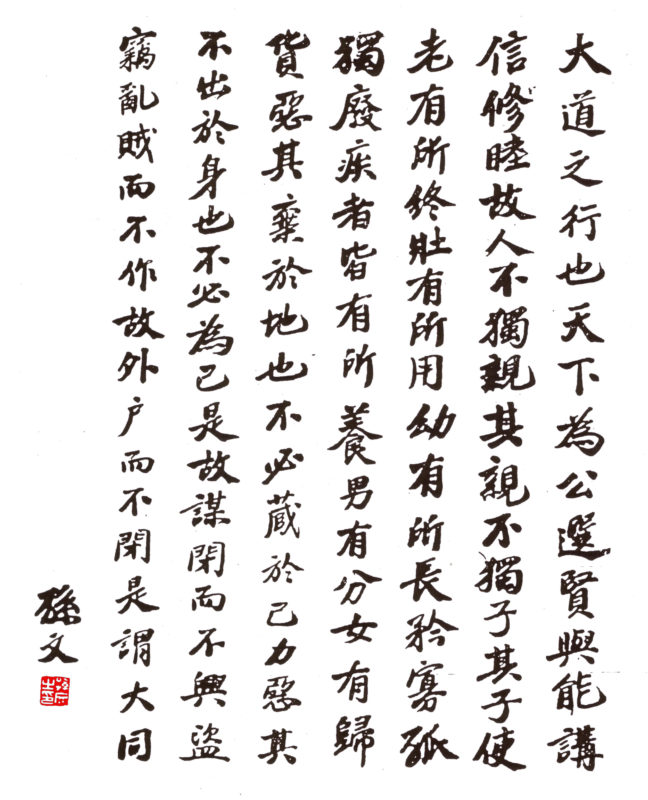
孙中山手书《礼运大同篇》

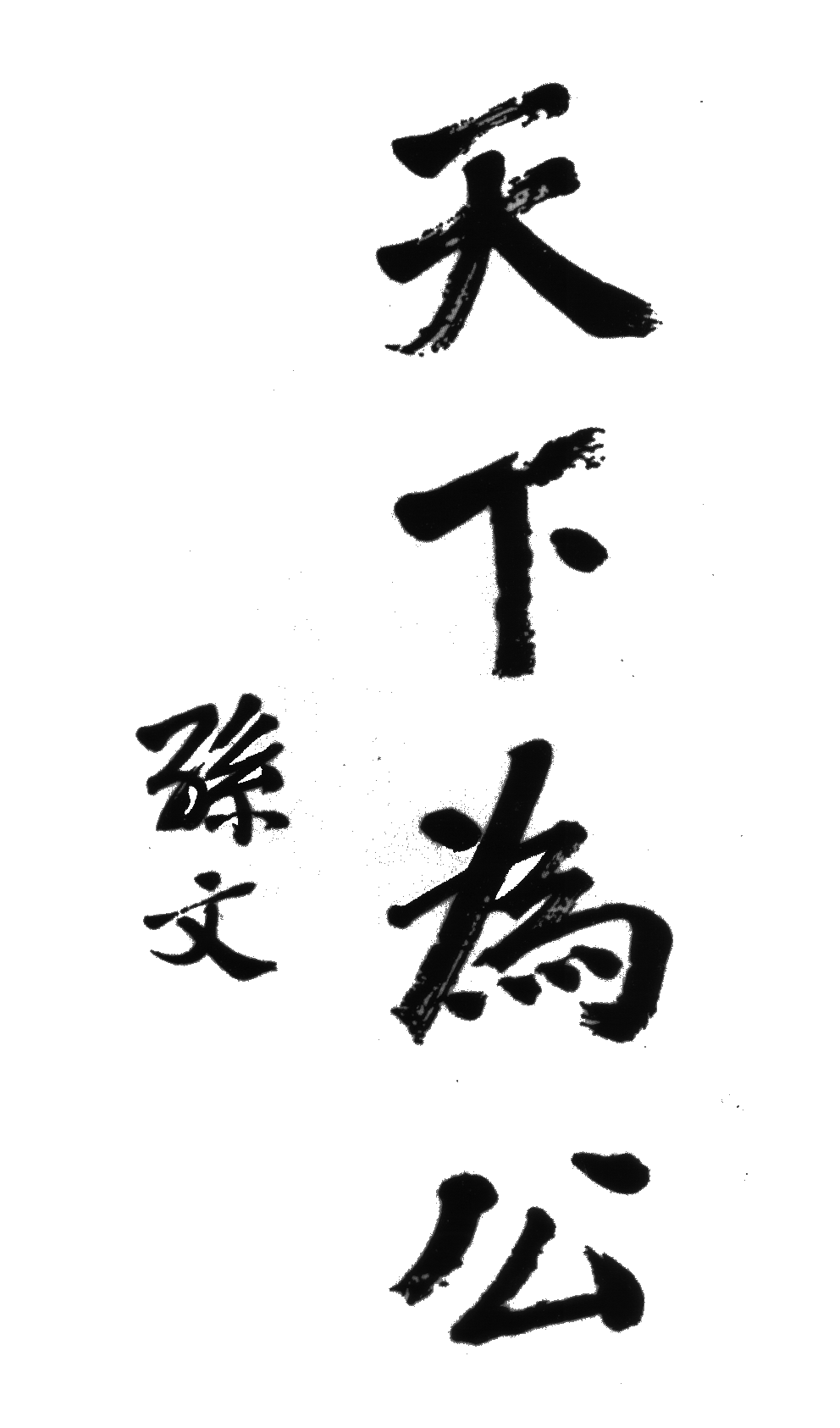
“天下為公”是孫中山重要政治理念之一。

- 「三民主義，吾黨所宗。以建民國，以進大同。」 （《中華民國國歌》）
- 「毋自暴自棄，毋故步自封。光我民族，促進大同。」 （《中華民國國旗歌》）
- 「我們要將來能夠治國平天下，便先要恢復民族主義和民族地位，用固有的和平道德做基礎，去統一世界，成一個大同之治，這便是我們四萬萬人的大責任。」[3]
- “两千多年以前的孔子、孟子，便主张民权。孔子说：『大道之行也，天下为公』，便是主张民权的大同世界。”[4]
- 「民生主義就是社會主義，又名共產主義，即是大同主義。」[5]
- 「我們三民主義的意思，就是民有、民治、民享。這個民有、民治、民享的意思，就是國家是人民所共有，政治是人民所共管，利益是人民所共享。照這樣的說法，人民對於國家不只是共產，一切事權都是要共的。這才是真正的民生主義，就是孔子所希望之大同世界。」[6]
- 根据冯自由记述，“三民主义之民生主义，旧译为社会主义SOCIALISM，总理在乙已民报出版以前初亦尝用之。其后总理以此名未能包括已所发明之意义，乃别创民生主义一名以代之。在同盟会成立之前，尝语人曰：余之主张为‘大同主义’，在英语应名之曰COSMOPOLITAN，亦即‘世界大同主义’。”[7]

毛泽东将来自西方的共产主义、空想社会主义与中国古典平均主义和战时平均主义相结合。在人民公社化运动开始后，毛泽东曾公开说“《大同书》所写就是我们共产主义者要建立的理想社会”，而且指示中共中央宣传部印了一本有关空想社会主义的资料，资料里面包含《大同书》的内容。
中国共产党执政后，由“大同”思想发展出了共同富裕思想，指「全体社会成员都过上幸福、宽裕、美好的物质和文化生活」，被中共稱为是「中国发展社会主义市场经济的根本目标」。邓小平提倡，「一部分有条件的地区、一部分人先富裕起来，带动和帮助落后的地区和人民，最终实现共同富裕」。

## 另見
- 小康
- 烏托邦
- 世界和平
- 集體主義
- 三民主義
- 共产主义
- 共同富裕
- 無條件基本收入
- 乌托邦社会主义
- 後稀缺

## 延伸閱讀
- 王卫平：〈大同理想与先秦时期的社会保障思想 （页面存档备份，存于）〉。